# Nkong-Mango
Nkong-Mango est un village de la région du Centre du Cameroun, situé dans la commune de Nguibassal. 

## Population et développement
En 1962, la population de Nkong-Mango était de 66 habitants. La population de Nkong-Mango était de 57 habitants dont 30 hommes et 27 femmes, lors du recensement de 2005.     